# Дибиаси, Тед (младший)
Теодор Марвин Дибиаси-младший (англ. Theodore Marvin DiBiase, Jr., род. 8 ноября 1982 года) — американский актёр и рестлер получивший известность по выступлениям в WWE. Сын члена Зала славы WWE «Человек на миллион долларов» Теда Дибиаси.
В конце 2008 года Дибиаси снялся в фильме «Морской пехотинец 2», в котором он играет главного героя, Джо Линвуда.
В 2013 году по окончании контракта покинул WWE и вскоре завершил карьеру рестлера.

## World Wrestling Entertainment
Тед дважды был WWE Командным чемпионом мира со своим партнёром по команде Коди Роудсом. В январе 2009 года они объединились с Рэнди Ортоном в группировку Наследие. После развала группировки и первого боя на Рестлмании его отец Тед Дибиаси-старший дарит ему титул Чемпиона на миллион долларов. Через некоторое время Тед проигрывает титул Голдасту, но в матче-реванше возвращает себе титул.
Дибиаси был заявлен как профессионал в четвёртом сезоне NXT, в котором он и Марис стали наставниками Бродуса Клея. Но Бродус вскоре напал на своего наставника, и его новыми наставниками стали Альберто Дель Рио и Рикардо Родригес. 26 апреля, Дибиаси был переведен с Raw на SmackDown, где выступает в команде со своим напарником Коди Роудсом против Син Кары и Дэниэла Брайана. Позже третьим участником стал Уэйд Барретт. Дибиаси пытался завоевать интерконтинентальное чемпионство, но не смог одолеть чемпиона Иезекииля Джексона. Позже Тед помог Коди Роудсу стать Интерконтинентальним чемпионом. Однако вскоре после этого проиграл в бою против Рэнди Ортона и был избит Роудсом после боя. 13 сентября атаковал Коди Роудса, развязав с ним фьюд. На Night of Champions проиграл бой Коди Роудсу за титул интерконтинентального чемпиона. Имел фьюд с Унико. После возвращения на хаус-шоу, Дибиаси победил Хоукинса.
26 августа 2013 года Тед Дибиаси официально заявил о том, что принял решение не продлевать контракт с WWE. Таким образом, Тед покинул компанию по собственному желанию.

## Предпринимательская деятельность
После завершения карьеры рестлера занял руководящую должность в интернет-магазине учебников для колледжей CollegeGarageSale.com. В настоящее время занимает должность вице-президента по развитию бизнеса компании One Life.

## Приёмы
- Завершающие приёмы
  - Dream Street (Cobra Clutch Slam)
  - Dream Crusher (Cobra Clutch Leg Sweep)
  - Million Dollar Dream (Cobra Clutch)

## Титулы и достижения
- Чемпионат по реслингу во Флориде
  - Северный чемпионат FCW среди тяжеловесов (1 раз)[8]
- Fusion Pro Wrestling
  - Командный чемпионат FPW (1 раз) — с Майком Дибиаси II[1]
- Pro Wrestling Illustrated
  - № 34 в рейтинге 500 одиночных рестлеров 2010 года.[9]
- World Wrestling Entertainment
  - Чемпион на миллион долларов (2 раза)[3]
  - Командный чемпион мира (2 раза) — с Коди Роудсом[10][11]